# Jiraiya
Jiraiya (自来也?) es un personaje de ficción del manga y anime Naruto, creado por Masashi Kishimoto.
Su nombre significaba literalmente trueno joven, que es una descripción de su personalidad; reservado, apareciendo y desapareciendo de Konoha en cualquier momento. Podía también ser una referencia a sus manías de observar a chicas para escribir sus novelas o lo fuerte que es a la hora de luchar tal y como lo demuestra en el manga y anime.[cita requerida]
Tanto su nombre como los de Tsunade y de Orochimaru vienen de la novela japonesa La leyenda de Jiraiya el galante (en japonés: 児雷也豪傑物語 Jiraiya goketsu monogatari).

## Historia
Jiraiya es un exestudiante del Tercer Hokage. Jiraiya y sus compañeros de equipo anteriores, Orochimaru y Tsunade, se conocen como los "Tres legendarios Sannin" o "Densetsu no Sannin". Más adelante, Jiraiya se convirtió en el sensei jōnin de Minato Namikaze (futuro cuarto Hokage). Su frase preferida es “espíritu libre”.
Cuando Minato se convierte en Hokage, decide ponerle el nombre del protagonista del primer libro del Sannin, llamado "La historia del ninja audaz", a su hijo Uzumaki Naruto ya que según Minato es una pseudo-autobiografía de Jiraiya y le gusta la actitud del protagonista, lo que convierte a Jiraiya en el padrino de Naruto.
Cuando era niño, Jiraiya desarrolló una gran amistad, aunque no carente de rivalidad, con Orochimaru. Pero cuando este, años más adelante traicionó a Konoha y huyó de la Aldea, Jiraiya lo persiguió, intentando convencer a su buen amigo que volviera. Orochimaru rechazó la oferta y atacó a Jiraiya, marchándose de Konoha para siempre. Se conoce que este tiene mucho dinero, pues el talonario de cheques de Jiraiya revela que es bastante rico (Naruto dijo que tenía bastantes ceros) todo esto debido a ser el autor de una serie de libros best-seller conocido como icha icha. A pesar de su abundancia, a Jiraiya no le gusta invitar a comidas o prestar dinero, llegando incluso a quitárselo a Naruto y luego escapándose cuando este intenta cobrárselo de vuelta.

## Primera parte

### Examen de Chūnin
Durante el entrenamiento del [chakra del zorro de las nueve colas] de Naruto con Ebisu en una casa de baños, Ebisu encuentra a Jiraiya espiando mujeres. Cuando Ebisu intenta reprender a Jiraiya, este convoca un sapo e inmediatamente deja fuera de combate a Ebisu. Naruto exige a Jiraiya que se convierta en el reemplazo de Ebisu. Aunque este se niega al principio, la persistencia de Naruto y su técnica erótica (Oiroke no Jutsu) finalmente persuaden a Jiraiya.
Durante su entrenamiento, Jiraiya descubre que Orochimaru había modificado el sello original del chakra del zorro de nueve colas dentro de Naruto, haciendo difícil para Naruto realizar jutsus. Después de quitar el sello, Jiraiya empieza a entrenar a Naruto para utilizar la energía del zorro de nueve colas a su voluntad. Para esto, Jiraiya decide enseñarle a Naruto el Jutsu de invocación de sapos, demostrándole a Naruto que con su chakra natural, no podría hacer una invocación efectiva.
Inicialmente, Naruto solo logra conseguir invocar diminutos e inútiles renacuajos, tardando todo un mes en practicar la técnica, sin mayores progresos. Aunque Jiraiya trata de explicarle a Naruto que para realizar una invocación acertada necesitaría del chakra del zorro de nueve colas, Naruto era incapaz de acceder voluntariamente a este poder, por lo que Jiraiya deduce que su propio cuerpo rechazaba esa energía por instinto de auto-protección.
Faltando poco para que la fecha de los combates finales se cumpla, Jiraiya le dice a Naruto que para poder obtener el poder necesario, debía "poner su vida en riesgo", así que cuando Naruto acepta esta indirecta, Jiraiya con un dedo lo lanza a un gran precipicio (varios metros de distancia) sabiendo que a causa de la velocidad de caída, y del agua de la cascada junto al precipicio impedirían que Naruto pudiera usar su chakra para detener la caída, con la esperanza que bajo instinto de supervivencia, Naruto lograra acceder al chakra del zorro, y lo usara para invocar a un sapo lo bastante fuerte como para salvarlo. No obstante, al invocar involuntariamente al poderoso pero peligroso Gamabunta, Jiraiya decide ir por Naruto para evitar la furia del gran sapo por haber sido invocado dentro de un precipicio.

### La búsqueda de Tsunade
Después de la muerte del tercer Hokage, los ancianos de la aldea piden a Jiraiya convertirse en el quinto Hokage. Jiraiya rechaza la oferta, y en su lugar promete buscar a Tsunade, que él piensa haría un trabajo mejor como Hokage. Jiraiya lleva a Naruto con él, alegando que necesita su ayuda ofreciéndole conocer a una voluptuosa mujer (eso demuestra que incluso es pervertido con su amiga de la infancia) pero también deseando proteger a Naruto contra Akatsuki que desean a Kurama el cual esta sellado dentro de él. Prueba del poder de Jiraiya, es que aunque su posición fuera descubierta por los Akatsuki (concretamente Itachi y Kisame) estos no fueron capaces de atacarlo ya que según ellos no tendrían posibilidad de sobrevivir e incluso tuvieron que huir de Jiraya. Mientras buscan a Tsunade Senju, Jiraiya le enseña a Naruto la técnica Rasengan que este aprende rápidamente con respecto a lo que debería tardarse en perfeccionar una técnica de tal rango.
Cuando encuentran a Tsunade, Jiraiya intenta convencerla para que asuma el papel de Hokage. No encariñada con la oferta o la persistencia de Jiraiya, ésta lo droga, haciéndole difícil que se mueva y utilice chakra. Durante la última lucha de Tsunade con Orochimaru, Jiraiya se encuentra narcotizado y le resulta muy difícil ayudar a Tsunade, y además divide en dos la potencia de sus técnicas varias veces. Después de finalmente forzar a Orochimaru y Kabuto a huir, en gran parte debido a los esfuerzos de Tsunade, esta acepta la posición de Hokage.

### La búsqueda de Sasuke
Después de que la tentativa fallada de Naruto de parar a Sasuke Uchiha antes de que abandonara Konoha, Jiraiya intenta convencer a Naruto de que se olvide de Sasuke, recordando sus propias experiencias con Orochimaru y no quisiera que Naruto pasara por la misma tristeza. Naruto decía que sería más feliz perdiendo su tiempo si eso significaba que Sasuke volvía a Konoha. Jiraiya ofrece a Naruto entrenarlo durante dos años y medio para hacerse más fuerte, Naruto acepta, y Jiraiya dice que volverán cuando Naruto esté listo. En el anime Jiraiya engaña a Naruto dejándole un pergamino con sus técnicas escritas en él pero era falso y se va de Konoha para Recolectar información de Akatsuki. Después de muchas misiones él regresa y se va con Naruto como en el manga.

### Relleno del anime
Durante esta parte empiezan a mostrarse las intenciones de la organización Akatsuki, en esta parte también se muestra parte de la vida de Jiraiya, cómo este discutía con Tsunade y Orochimaru cuando eran niños y cómo salvó a la aldea. Finalmente se ve cómo Naruto y Jiraiya se van para entrenar. En la segunda parte, el sannin menciona que en este tiempo, en uno de los entrenamientos con Naruto, a este le salieron cuatro colas de Kurama, y que detenerlo le costó quedar muy malherido, igual que cuando ocurrió la vez que Tsunade lo descubrió espiándola en los baños, rompiéndole seis costillas, ambos brazos y dañándole gravemente varios órganos vitales, dejándolo al borde de la muerte.

## Segunda parte

### Regreso a Konoha
Jiraiya enseña a Naruto cómo usar más fácilmente el chakra del zorro de nueve colas. Al hacer eso, Jiraiya es por una segunda vez en su vida llevado al borde de la muerte, con Naruto en su forma de zorro de cuatro colas que es demasiado para que Jiraiya pueda controlarlo. Para controlarlo correctamente en esta forma, Jiraiya creó el sello de la sumisión para suprimir el chakra del zorro. Cuando Naruto vuelve a Konoha, Jiraiya desaparece para poder investigar a Akatsuki, su paradero e intenciones.

### Jiraiya contra Pain
El tiempo que Jiraiya pasa investigando le lleva a la conclusión de que el líder de Akatsuki está en la Aldea Oculta de la Lluvia, aunque desconoce otras cosas sobre él, por lo que decide ir a enfrentársele. Antes de esto sostiene una conversación con Tsunade, en la que ella expresa su preocupación hacia su antiguo compañero, en esta charla también se revela que el padre de Naruto es en efecto el Cuarto Hokage, de nombre Minato Namikaze. Luego Jiraiya se infiltra en la aldea de la lluvia gracias a uno de sus sapos, pero Pain le detecta.
Utiliza un jutsu de transformación para engañar a dos subordinados de Pain y les obliga a que le cuenten todo lo que saben del líder de Akatsuki y recuerda como Salamandra Hanzō, antiguo y temido líder de la Aldea Oculta de la Lluvia le dio a él y a sus compañeros el título de sannin. Decide luchar contra Pain e invoca un sapo con forma de pergamino al que llama su almacén, y en el cual está guardada la clave para fortalecer o debilitar el sello que encierra a Kyūbi. Le dice que si le pasa algo, que se lo dé a Naruto. Dice que sospecha que Minato Namikaze encerró a Kurama en su hijo con algún objetivo, y que cree que Madara Uchiha invocó al zorro cuando atacó la aldea, aunque desconoce el motivo.
Más tarde, utilizando un jutsu para manipular el cuerpo del subordinado de Pain, decide ir a enfrentarle, pero se topa con Konan, la interroga acerca de qué sabe acerca del líder de Akatsuki, tras una corta batalla llega a la conclusión de que el líder es otro de sus antiguos alumnos y recuerda cuando ella, Nagato y Yahiko les pidieron a él y a sus compañeros sannin que los entrenaran, siendo él el único que cuidó de ellos y les entrenó.
Pain hace su aparición frente a Jiraiya, quien lo identifica como Nagato. Luego utiliza una técnica nueva (RajinShigami no jutsu) que le da a su cabello la apariencia de un león y que atrapa a Pain para que le pueda interrogar. Pain le explica a Jiraiya que quiere utilizar los Bijū para crear una técnica de gran poder destructor para acelerar las guerras y finalizarlas de golpe, dando lugar a una era de paz, de la que él sería su dios. Pain escapa de la atadura e invoca una especie de camaleón con una serpiente en lugar de cola, a lo cual Jiraiya responde invocando a Gamaken, otro miembro de la familia de los sapos.
Posteriormente, Jiraiya se une con los 2 sapos (Ma y Pa) y utiliza el modo ermitaño, para llegar a su forma más poderosa.
En el modo ermitaño (仙人モード) Jiraiya puede manejar los poderosos Senjutsus, que son impresionantes mejoras de sus técnicas principales, muestra Senjutsus como el Cho Odama Rasengan, el Cañón de Agujas, la Fritura Profunda, Elemento Fuego: Explosión Gigante y Elemento Tierra: Pantano del Infierno. Además de un extraño Genjutsu que hacen Ma y Pa con una melodía en dúo (ya que Jiraiya es malo utilizando Genjutsu). Aun así, cuando cree haber derrotado a los tres cuerpos de Pain, es atacado por otros cuerpos de este y pierde su brazo, quedando en una posición un tanto complicada.
Ahora Jiraiya se encuentra al borde de la muerte y mira desde el lugar donde él y Pain se encontraban luchando y observa que hay sies poseedores del Rinnegan. Jiraiya es atacado por el primer Pain que enfrentó (descubriendo que se trataba de un ninja contra el que se había enfrentado anteriormente).
Este al caer hacia donde se encontraba Jiraiya es partido a la mitad por una barrera que los sapos Ma y Pa habían creado. Jiraiya es atravesado en su brazo por una rara espada que le imposibilita controlar su chakra. Luego de esto Ma desaparece con la misión de llevar a Tsunade el cuerpo del Akatsuki. Finalmente, Jiraiya, habiendo perdido el modo ermitaño, sale para luchar otra vez contra Pain para descubrir su verdadera identidad, lo que consigue. Pero los cuerpos de Pain atacan a Jiraiya, uno de ellos le coge de la garganta y le clavan una especie de agujas senbo. El Sannin está al borde de la muerte, no puede hablar y su corazón deja de latir.
Cuando sus ojos se cierran recuerda toda su vida y se decepciona porque no pudo conseguir las cosas que se proponía, siempre rechazado por Tsunade, sin poder proteger a su maestro (Sarutobi) ni a su alumno (Minato) y sin poder traer a su amigo (Orochimaru).
Pero al final recuerda la charla que tuvo con Minato hace mucho tiempo, aquella vez en la que se quejaba de que su libro no se haya vendido mucho, Minato le dice que es un grandioso libro y que le gustaría ponerle el nombre del personaje a su hijo, porque era alguien que nunca se rinde y que es igual a Jiraiya.
Él se sorprende por esto, ya que al ponerle el nombre esto le hacía su padrino, es así que con la aprobación de Minato y Kushina su hijo es llamado Naruto. Se da cuenta de que no toda su vida fueron fracasos, recuerda a Minato diciéndole que no había otro ninja mejor que él, que era un ejemplo a seguir para todos, la fuerza de voluntad de Naruto, la verdadera fuerza de un ninja, la fuerza para nunca darse por vencido, y que creció como sus padres lo quisieron, entonces saca fuerzas de los más profundo de su alma, y se levanta como un héroe, a pesar de que su corazón se había detenido. Comprende el verdadero significado de la profecía del gran sabio sapo: No sería sólo un alumno el que cause la destrucción del mundo o que lo salve", el significado era que habría un alumno el cual intentaría destruir la tierra y otro que trataría de salvarla, el resultado de esta batalla, dependería de su decisión, ya en sus últimos momentos cumple su objetivo, transfiere la información a "Pa" (quien con mucho pesar se despide) y toma su decisión... jamás rendirse, le deja la responsabilidad, sus sueños y esperanzas a su último alumno... a Naruto. El que habría de salvar al mundo.... Mientras que Pain se acerca para darle el golpe final. Este se da cuenta de que Jiraiya envía un mensaje codificado en Pa en forma de números, y trata de matar a Pa, pero el sapo logra escapar antes de la explosión del ataque, y con la explosión el cuerpo de Jiraiya cae al fondo del agua. Mientras cae y agoniza Jiraiya se siente feliz por la forma en la que muere, que es mucho más grandiosa y piensa en el título para su "próximo" libro La leyenda de Naruto Uzumaki.

## Habilidades
Jiraiya junto con Tsunade y Orochimaru, son conocidos como los tres ninjas legendarios o sannin, título que les dio el líder de Amegakure, Hanzou de la Salamandra, quién los dejó vivir al haber soportado demasiado una batalla contra él. Cuando Jiraiya era pequeño era muy torpe (casi igual que Naruto en aquel tiempo) siempre caía en las mismas trampas que le ponían, diciendo el tercer Hokage que era increíble por hacer eso. Desarrolló una técnica de transparencia para poder espiar a las mujeres sin ser descubierto. Pero con el paso del tiempo, Jiraiya se convirtió en un gran ninja, siendo tan bueno, que al morir el tercer Hokage, los miembros del consejo de ancianos de la aldea le pidieron que él fuera el sucesor del tercer hokage, pero lo rechazó diciendo él mismo que sería un pésimo Hokage porque es un espíritu libre. Es considerado como un ninja clase S y uno de los mejores y más poderosos shinobis en el mundo de Naruto.
Es un genio invocando sapos.
En el combate contra Itachi Uchiha, Jiraiya invoca el estómago de la rana más grande de la montaña Myobukazan, Iwagama , diciendo en ese momento que ningún ninja había sobrevivido a esa poderosa técnica, pero Itachi usa el Amaterasu pudiendo así escapar.
En la batalla contra los seis cuerpos de Pain, Jiraiya usa el senjutsu, técnicas del ermitaño, donde —según el universo de Naruto— proviene de la naturaleza y es la fuente máxima de un ninja, en este nuevo estado, la mejora de sus jutsus es notable en todas: Chou Odama rasengan, el cañón de agujas, elemento tierra Pantano del infierno. También uso la Barrera Cortante, la cual destrozó un cuerpo de Pain al cruzarla llegando así a derrotar al que invocaba.

## Misiones completas
- Rango D: 58
- Rango C: 345
- Rango B: 684
- Rango A: 614
- Rango S: 138

## En otras series
Aparece como cameo en el episodio 486 de One Piece.